# Neo-Neon Holdings
Neo-Neon Holdings (同方友友控股有限公司) — крупнейший в мире производитель декоративного освещения, в том числе осветительной техники для развлечений и световых гирлянд (в этом сегменте компания контролирует более 50% мирового рынка). Штаб-квартира Neo-Neon Holdings расположена в Гонконге, компания котируется на Гонконгской фондовой бирже.

## История
Компания была основана в 1979 году на Тайване бизнесменом Бэн Фаном, в 1989 году перенесла свои производственные мощности в город Хэшань (Цзянмынь, Гуандун), в 2002 году приступила к массовому производству декоративного освещения на светодиодах . Во время Олимпийских игр 2008 года продукцией Neo-Neon Holdings был оформлен пекинский стадион «Птичье гнездо».  

## Структура
В компании работает более 15 тыс. сотрудников. Основной продукцией Neo-Neon Holdings являются осветительное оборудование для шоу, концертов и клубов, торговых площадей, квартир, памятников архитектуры, садов, парков, дорог и туннелей, рекламные вывески, праздничная иллюминация, светодиодные чипы и панели.